# Burwell (Nebraska)
Burwell ist die einzige eingetragene Stadt und der Sitz der Countyverwaltung (County Seat) des Garfield Countys im US-Bundesstaat Nebraska.

## Geographie
Burwell liegt im Garfield County in Nebraska an den State Highways 11 und 91. Es liegt am North Loup River, etwa sieben Kilometer südlich des Calamus Reservoirs.

## Geschichte
Burwell wurde 1887 durch die Burlington Railroad, die von Central City aus nach Nordwesten vordrang, an das Schienennetz angeschlossen. Der Burwell Women's Club rief 1912 eine eigene Bibliothek ins Leben. Aus einem Jahrmarkt, der seit 1921 in Burwell veranstaltet worden war, entwickelte sich später „Nebraska's Big Rodeo“. Burwell bekam 1975 den Beinamen Outdoor Rodeo Capital of Nebraska. Die großen Viehmärkte, für die die Stadt bekannt ist, finden seit den 1930er Jahren statt. Mit der Inbetriebnahme des Calamus-Dammes 1985 wird die Bewässerung für 54.000 Acre Land sichergestellt.

### Demographie
Laut United States Census 2000 hat Burwell 1130 Einwohner, 512 Einwohner sind Männer und 618 sind Frauen.